# Mittal Steel Company
« Mittal » redirige ici. Pour l’article homophone, voir Mital.
Mittal Steel Company NV (Euronext : MTP) est une ancienne société active dans la sidérurgie, fondée par milliardaire indien Lakshmi Mittal. Cette société de droit néerlandais, sise à Rotterdam est créée  le 17 décembre 2004 par la fusion de deux sociétés contrôlées par Lakshmi Mittal, Ispat International et LNM. Elle a été absorbée en 2007 par ArcelorMittal, après avoir réussi son OPA sur Arcelor.
Son chiffre d'affaires a atteint 22,2 milliards de dollars US en 2004 et 28,1 milliards en 2005, avant l'OPA sur Arcelor en 2006. Présente dans 18 pays (France, Chine, Inde, Indonésie, États-Unis, Mexique, Canada, Allemagne, Pologne, Russie, Algérie et d'autres), elle emploie alors 224 000 salariés.

## Historique
Le groupe est issu de la fusion de deux sociétés, le 17 décembre 2004 :
- Ispat International N.V., 11e producteur mondial d'acier, propriété du milliardaire indien Lakshmi Mittal (huitième fortune du Royaume-Uni, où il réside) ;
- LNM Holdings NV, société néerlandaise, déjà détenue à 77 % par Ispat International.

LNM a été créé pour encadrer l'achat en 1995 de l'usine sidérurgique de Témirtaou, au Kazakhstan, que Lakshmi Mittal baptise Ispat Karmet. Cet investissement dans une usine sidérurgique soviétique en situation de faillite, très risqué à l'époque, devient « en trois ans […] la vache à lait » de la famille. Conservée dans ce véhicule privé, l'usine kazakhe permet à Lakshmi Mittal de se constituer une solide réserve financière. Ainsi, en 2000, lorsque le marché de l'acier se retourne, les acquisitions américaines d’Ispat International,c'est-à-dire ISG, mènent la famille au bord du gouffre :
« L’action est à 1 $, contre 27 en 1997. […] Pour éviter la débâcle, Lakshmi et Aditya fusionnent Ispat avec LNM, le Kazakhstan et son milliard de dollars de cash. Mittal Steel est né. »
— Alice Mérieux, Pourquoi les Mittal n'ont pas peur des Français
Le groupe Mittal Steel s'est ensuite agrandi sur une série d'acquisitions, à crédit. Le rachat le 25 octobre 2004 du sidérurgiste américain International Steel Group (ISG), en a fait le premier producteur mondial d'acier (57 millions de tonnes par an), devant Arcelor (42,8 millions) et Nippon Steel (31,3 millions de tonnes). Deux ans après, il achete son rival Arcelor, après avoir acquis le 14 janvier 2005 Hunan Valin (Chine).

## Chronologie 2006/2007

Croissance de la production d'acier de Mittal Steel, en fonction des acquisitions réalisées.

- 18 avril 2006 : Mittal Steel investit en Pologne (Huta sendzimira)
- 11 mai 2005 : Mittal propose à ISG Steel de fusionner
- 27 janvier 2006 : la société lance une OPA hostile contre le groupe sidérurgique Arcelor.
- 19 mai 2006 : Mittal Steel améliore son offre sur Arcelor et fusionne pour devenir ArcelorMittal.
- 1er septembre 2006 : ArcelorMittal est inclus dans l'indice CAC 40.
- 23 janvier 2007 : la justice néerlandaise déboute ArcelorMittal dans l'affaire Dofasco
- 14 juin 2007 : le sénateur UMP de l'Oise Philippe Marini demande au gouvernement français d'intervenir sur la révision unilatérale des parités de fusions imposée par Mittal Steel N.V, pour protéger les actionnaires minoritaires d'Arcelor SA[4].
- Dans une première phase, Mittal Steel est absorbée par une filiale ad hoc nommée Arcelor Mittal et sise au Luxembourg ; dans une deuxième phase, cette filiale ad hoc a été absorbée par Arcelor et la nouvelle structure issue de la fusion entre les deux a été renommée Arcelor Mittal[5].